# Har Ẕammeret
Har Ẕammeret (hebreiska: הר צמרת) är ett berg i Israel.   Det ligger i distriktet Norra distriktet, i den norra delen av landet. Toppen på Har Ẕammeret är 471 meter över havet, eller 110 meter över den omgivande terrängen. Bredden vid basen är 3,1 km. Har Ẕammeret ingår i Haré Naẕerat.
Terrängen runt Har Ẕammeret är kuperad åt sydost, men åt nordväst är den platt. Runt Har Ẕammeret är det ganska tätbefolkat, med 80 invånare per kvadratkilometer. Närmaste större samhälle är Nasaret, 2,8 km öster om Har Ẕammeret. Trakten runt Har Ẕammeret består till största delen av jordbruksmark.